# Старое Зияшево
Ста́рое Зия́шево (тат. Иске Җияш) — деревня в Актанышском районе Республики Татарстан, в составе Тлякеевского сельского поселения.

## География
Деревня находится на реке Шабиз, в 18 км к западу от районного центра, села Актаныш.

## История
Основана башкирами-гирейцами.
Ранее жители относились к башкирам-вотчинникам Азякулевой тюбы Гарейской волости, по другой версии, в XVIII—XIX веках жители в сословном плане относились как к башкирам-вотчинникам, так и тептярям. 
В «Списке населенных мест по сведениям 1870 года», изданном в 1877 году, населённый пункт упомянут как деревня Старая Зияшева 1-го стана Мензелинского уезда Уфимской губернии. Располагалась при речке Шабызе, по левую сторону почтового тракта из Мензелинска в Бирск, в 54 верстах от уездного города Мензелинска и в 22 верстах от становой квартиры в деревне Поисева. В деревне, в 109 дворах жили 585 человек (306 мужчин и 279 женщин, тептяри), были мечеть, училище, 4 ветряные мельницы. Жители занимались земледелием, скотоводством.

## Население
| 1795 | 1859 | 1870 | 1884 | 1897 | 1906 | 1913 | 1920 | 1926 | 1938 | 1949 | 1958 | 1970 | 1979 | 1989 | 2002 | 2010 | 2015 |
| ---- | ---- | ---- | ---- | ---- | ---- | ---- | ---- | ---- | ---- | ---- | ---- | ---- | ---- | ---- | ---- | ---- | ---- |
| 234  | 548  | 585  | 652  | 697  | 662  | 767  | 740  | 662  | 560  | 404  | 365  | 368  | 340  | 215  | 189  | 182  | 168  |

По ревизским сказкам 1795 года в 27 домах учтены 223 башкира-вотчинника, при 2 дворах жили 11 душ тептярей; в 1816 году в 48 домах зафиксировано проживание 283 башкир, тептярей мужского пола 18 душ; в 1834 году при 44 дворах проживали 425 башкир (6 двоеженцев), 12 тептярей; в 1850 году башкир насчитывалось 254 души, тептярей, которые «живут по допуску башкир, землепользование совместное» — 19. В 1859 году вотчинников было 280 человек (всего 601 башкир и тептярь); в 1870 году все жители села ошибочно указаны тептярями; в 1902 году при 141 дворе насчитывалось 425 мужчин башкир-вотчинников; в 1905 году − 662 человека, в 1912 году при 156 дворах проживали 767 башкир-вотчинников.
Национальный состав деревни: татары (2015 год).